# 盖仑陨石坑
盖仑陨石坑（Galen）是月球正面北半部位于亚平宁山脉以西和海玛斯山脉以东间崎岖高地上的一座小撞击坑，其名称取古罗马医学家暨哲学家盖伦（约公元129年-公元200年），1973年被国际天文学联合会正式接受。

## 描述

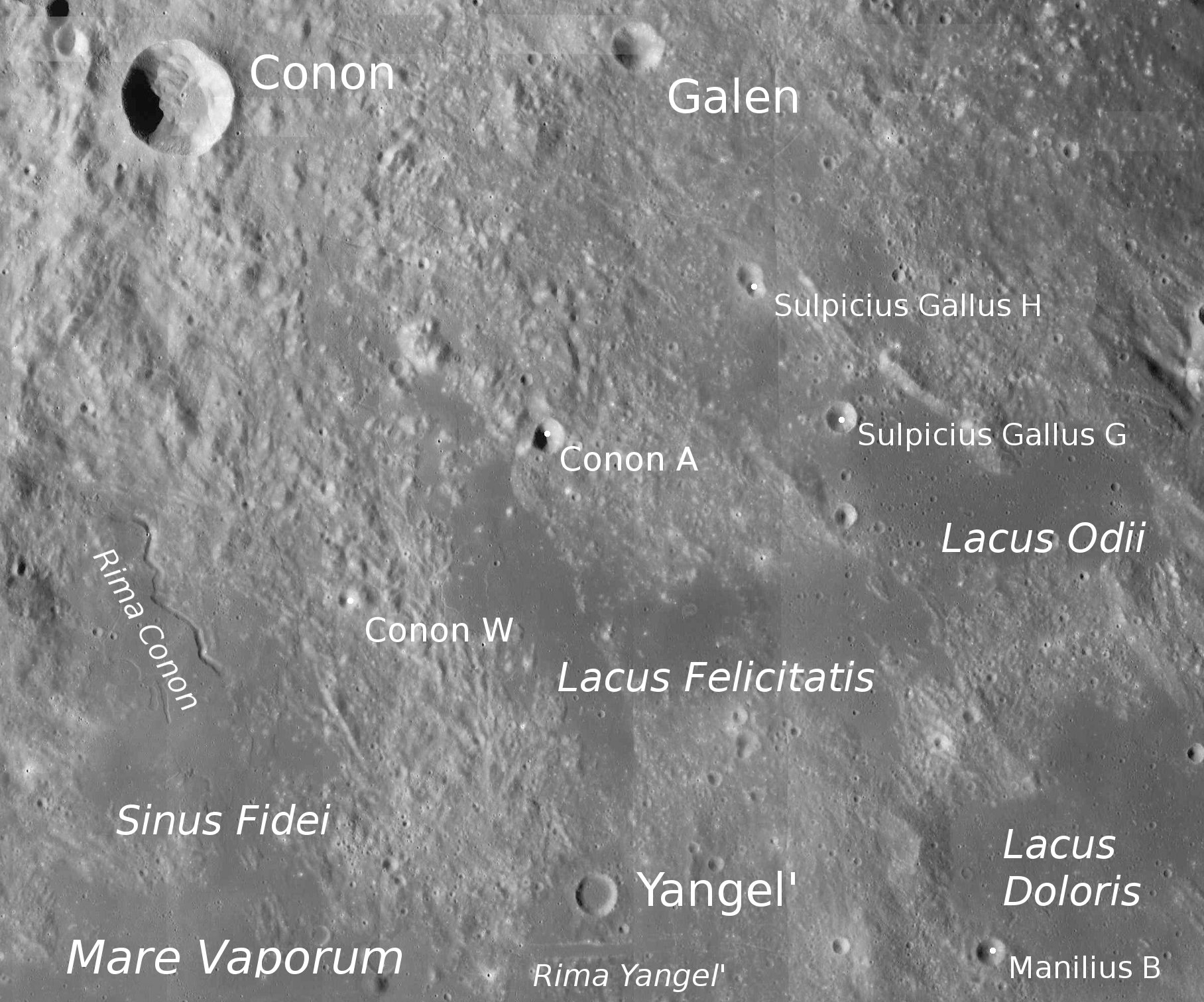
盖仑陨石坑的周边，月球勘测轨道飞行器拍摄。

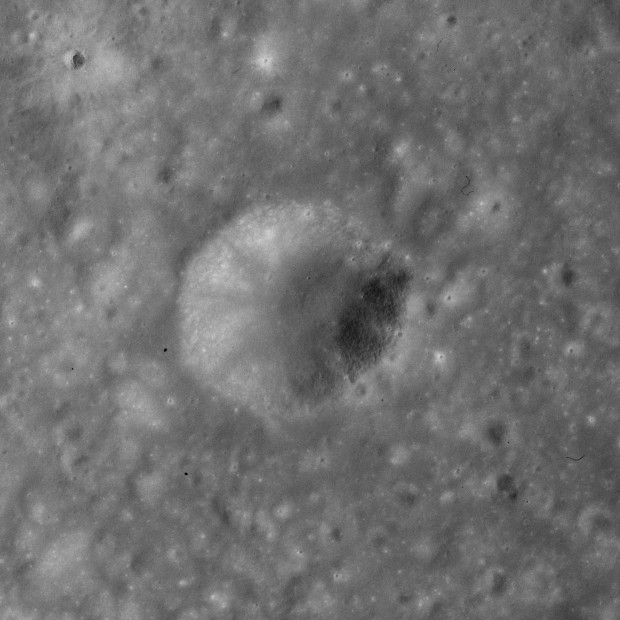
阿波罗15号测绘相机拍摄的图像

该陨坑西侧毗邻科农陨石坑、西北靠近稍大的阿拉托斯陨石坑，小陨坑乔伊和霍恩斯比分别位于它的东北偏北和东北偏东处，它的东南及南面则分别分布了鲍恩陨石坑、苏尔皮基乌斯·盖路斯陨石坑和扬格利陨石坑。盖仑陨石坑位于亚平宁山脉与海玛斯山脉交界处，环四周分布有许多有趣的地貌结构，其中西北是腐沼、东面和东南分别坐落了澄海和怨恨湖，幸福湖位于它的南面、西南坐落了汽海北部的忠诚湾。此外，它的西面还分布有哈德利·德尔塔山、哈德利山和哈德利月溪；而东面则蜿蜒着苏尔皮西乌斯·加卢斯月溪；阿格妮丝山矗立在它的南面、西南延伸着科农月溪。该陨坑中心月面坐标为21°57′N 4°58′E / 21.95°N 4.96°E，直径9.18公里，深约1.52公里。
盖仑陨石坑是一座圆碗状的撞击高，环绕着一圈尖峭的坑壁，坑底反照率明显高于周边地形，坑壁平均高出周边地形340米，内部容积约30.94立方千米，形态特征隶属于ALC 型（以该类陨石坑的典型代表—卫星坑阿尔巴塔尼 C所命名）。
在1973年被国际天文学联合会正式命名前，该陨坑曾被称作卫星坑阿拉托斯 A（所谓的卫星坑标记法：以所靠近的主坑名+字母来命名）。

## 另请参阅
- Andersson, L. E.; Whitaker, E. A. . NASA RP-1097. 1982.
- Blue, Jennifer. . USGS. July 25, 2007  [2007-08-05]. （原始内容存档于2014-09-24）.
- Bussey, B.; Spudis, P. . New York: Cambridge University Press. 2004. ISBN 978-0-521-81528-4.
- Cocks, Elijah E.; Cocks, Josiah C. . Tudor Publishers. 1995. ISBN 978-0-936389-27-1.
- McDowell, Jonathan. . Jonathan's Space Report. July 15, 2007  [2007-10-24]. （原始内容存档于2012-05-26）.
- Menzel, D. H.; Minnaert, M.; Levin, B.; Dollfus, A.; Bell, B. . Space Science Reviews. 1971, 12 (2): 136–186. Bibcode:1971SSRv...12..136M. doi:10.1007/BF00171763.
- Moore, Patrick. . Sterling Publishing Co. 2001. ISBN 978-0-304-35469-6.
- Price, Fred W. . Cambridge University Press. 1988. ISBN 978-0-521-33500-3.
- Rükl, Antonín. . Kalmbach Books. 1990. ISBN 978-0-913135-17-4.
- Webb, Rev. T. W.  6th revised. Dover. 1962. ISBN 978-0-486-20917-3.
- Whitaker, Ewen A. . Cambridge University Press. 1999. ISBN 978-0-521-62248-6.
- Wlasuk, Peter T. . Springer. 2000. ISBN 978-1-85233-193-1.